# Xanthorhoe rectantemediana
Xanthorhoe rectantemediana är en fjärilsart som beskrevs av Eugen Wehrli 1927. Xanthorhoe rectantemediana ingår i släktet Xanthorhoe och familjen mätare. Inga underarter finns listade i Catalogue of Life.